# Остін Батлер
Остін Роберт Ба́тлер (англ. Austin Robert Butler, нар. 17 серпня 1991, Анахайм) — американський актор, співак і модель. Найвідоміший за ролями в таких телесеріалах, як «Зоуі 101» (Джеймс Гарретт), «Їх переплутали в пологовому будинку» (Джеймс «Вілкі» Вікерсон), «Життя непередбачуване» (Джонс Мейгер), «Щоденники Керрі» (Себастьян Кідд) і Вілла Омсфорда в телесеріалі «Хроніки Шаннари». Батлер також знявся у фільмі «Прибульці на горищі» (Джейк Пірсона) і відео «Шикарна пригода Шарпей» (Пейтон Леверетт).

## Раннє життя
Батлер народився 17 серпня 1991 року в Анахаймі, штат Каліфорнія, у сім'ї головного бухгалтера Лорі Енн (урожд. Гауелл) і Девіда Батлера. У нього є старша сестра Ешлі (нар. 1986), яка була актрисою масовки в серіалі брата «Розсекречене керівництво Неда з виживання в школі».
Коли Батлеру було тринадцять років, на ярмарку в окрузі Оріндж до нього звернувся представник компанії з підбору акторів масовки і запропонував почати роботу в індустрії розваг. Бути актором Батлеру дуже сподобалося і незабаром він почав відвідувати курси акторської майстерності, щоб розвивати свій талант.

## Особисте життя
З 2011 по 2019 рік Батлер перебував у тривалих стосунках з актрисою Ванессою Хадженс. У грудні 2021 року він почав зустрічатися з акторкою та моделлю Каєю Гербер.

## Фільмографія
| Рік         |    | Українська назва                                    | Оригінальна назва                        | Роль                    |
| ----------- | -- | --------------------------------------------------- | ---------------------------------------- | ----------------------- |
| 2005 — 2007 | с  | Розсекречений керівництво Неда по виживанню в школі | Ned's Declassified School Survival Guide | Зіппо Брюстер           |
| 2007        | кф |                                                     | The Faithful                             | Денні                   |
| 2007        | с  | Ханна Монтана                                       | Hannah Montana                           | Дерек Хенсон            |
| 2007        | с  | iCarly                                              | iCarly                                   | Джейк Крендлі           |
| 2008        | с  | З голови Джиммі                                     | Out of Jimmy's Head                      | Ленс                    |
| 2008        | с  | Зоуі 101                                            | Zoey 101                                 | Джеймс Гарретт          |
| 2009        | ф  | Прибульці на горищі                                 | Aliens in the Attic                      | Джейк Пірсон            |
| 2009        | с  |                                                     | Ruby & the Rockits                       | Джордан Галлахер        |
| 2009        | с  | Зік і Лютер                                         | Zeke and Luther                          | Рутгер Данді            |
| 2010        | с  | Чарівники з Вейверлі Плейс                          | Wizards of Waverly Place                 | Джордж                  |
| 2010        | с  | Jonas L.A.                                          | Jonas L.A.                               | Стогін Стівенс          |
| 2010        | с  | C.S.I.: Місце злочину Маямі                         | CSI: Miami                               | Джейсон Чепмен          |
| 2010        | с  | Фішки. Гроші. Адвокати                              | The Defenders                            | Коді Денніс             |
| 2010        | тф |                                                     | Betwixt                                  | Кемерон Брауер          |
| 2010 — 2011 | с  | Життя непередбачуване                               | Life Unexpected                          | Джонс Мейгер            |
| 2011        | с  | C.S.I.: Місце злочину: Нью-Йорк                     | CSI: NY                                  | Бенджамін Голд          |
| 2011        | в  | Неймовірні пригоди Шарпей                           | Sharpay's Fabulous Adventure             | Пейтон Льоверетт        |
| 2011        | тф | Шикарне кільце                                      | The Bling Ring                           | Зак Гарві               |
| 2011 — 2012 | с  | Переплутані                                         | Switched at Birth                        | Джеймс "Вілки" Вікерсон |
| 2012        | тф | Перехоплення                                        | Intercept                                | Девон                   |
| 2012        | с  | Де ти, Челсі?                                       | Are You There, Chelsea?                  | Люк                     |
| 2012        | ф  | Мій дядько Рафаель                                  | My Uncle Rafael                          | Коді Бек                |
| 2013        | кф |                                                     | Life Life in in Space Space              | асистент Шнотці         |
| 2013 — 2014 | с  | Щоденники Керрі                                     | The Carrie Diaries                       | Себастьян Кідд          |
| 2014 — 2015 | с  | Стріла                                              | Arrow                                    | Чейс                    |
| 2015        | ф  | Сторонній                                           | The Intruders                            | Ной Генрі               |
| 2016 — 2017 | с  | Хроніки Шаннари                                     | The Shannara Chronicles                  | Уїлл Омсфорд / Шаннари  |
| 2016        | ф  | Йогануті                                            | Yoga Hosers                              | Хантер Каллоуей         |
| 2018        | ф  |                                                     | Dude                                     | Томас Деніелс           |
| 2019        | ф  | Мертві не помирають                                 | The Dead Don't Die                       | Джек                    |
| 2019        | ф  | Одного разу в… Голлівуді                            | Once Upon a Time in Hollywood            | Текс Вотсон             |
| 2022        | ф  | Елвіс                                               | Elvis                                    | Елвіс Преслі            |
| 2023        | ф  | Байкери                                             | The Bikeriders                           | Бенні                   |
| 2024        | с  | Володарі повітря                                    | Masters of the Air                       | майор Гейл Клівен       |
| 2024        | ф  | Дюна: Частина друга                                 | Dune: Part Two                           | Фейд-Раута Харконнен    |
| 2025        | ф  | Еддінгтон                                           | Eddington                                | Вернон Джефферсон Пік   |
| 2025        | ф  | Спійманий на крадіжці                               | Caught Stealing                          | Генрі Томпсон           |
| 2026        | ф  | Американський психопат                              | American Psycho                          | Патрік Бейтман          |

## Дискографія

### iCarly
Батлер виконав пісню «Whatever My Love» у серіалі «iCarly», коли він з'явився в гостьовій ролі в 2007 році.

### Ruby and the Rockits
Батлер у серіалі виконав сингли. Ці сингли вийшли на iTunes.
- «Possibilities» з Алексою Вега (вийшла 18 серпня 2009)
- «Life I Love You, Not» (вийшла 8 вересня 2009)

## Нагороди та номінації
| Нагорода                       | Рік  | Категорія                            | Робота | Результат |
| ------------------------------ | ---- | ------------------------------------ | ------ | --------- |
| Оскар                          | 2023 | Найкраща чоловіча роль               | Елвіс  | Номінація |
| BAFTA                          | 2023 | Найкраща чоловіча роль               | Елвіс  | Перемога  |
| Золотий глобус                 | 2023 | Найкраща чоловіча роль — драма       | Елвіс  | Перемога  |
| Премія Гільдії кіноакторів США | 2023 | Найкраща чоловіча роль               | Елвіс  | Номінація |
| Супутник                       | 2023 | Найкращий актор — комедія або мюзикл | Елвіс  | Перемога  |
| Кінопремія «Вибір критиків»    | 2023 | Найкращий актор                      | Елвіс  | Номінація |